# Brđani (Brus)
Pour les articles homonymes, voir Brđani.
Brđani (en serbe cyrillique : Брђани) est un village de Serbie situé dans la municipalité de Brus, district de Rasina. Au recensement de 2011, il comptait 152 habitants.

## Démographie
| 1948 | 1953 | 1961 | 1971 | 1981 | 1991 | 2002 | 2011 |
| ---- | ---- | ---- | ---- | ---- | ---- | ---- | ---- |
| 296  | 335  | 337  | 310  | 302  | 240  | 198  | 152  |

|  |